# 矢作芳人
矢作 芳人（やはぎ よしと、1961年（昭和36年）3月20日 - ）は、日本中央競馬会（JRA）の栗東トレーニングセンターに所属している調教師。東京都出身。開成高等学校卒業。
海外遠征で多くの実績を残していることから「世界の矢作」、加えて様々な帽子を着用していることから、海外メディアからは「帽子の男（The man in the hat）」と呼ばれる。
次女はタレントの矢作麗、長男はタレントの矢作克人。

## 来歴

### 誕生
1961年3月20日、東京都品川区にて大井競馬場の調教師矢作和人の子として生まれる。母タキは、天皇賞・秋を制したトウメイ、テンメイ母仔を管理した坂田正行の妹であり、和人自身も札幌の望月与一郎門下で、同じく望月門下であった坂田の弟弟子にあたる。
品川区の大井競馬場内にある厩舎の2階で育ち、幼少期から競走馬を身近な存在と感じながら育った。小学生時代にハイセイコーブームが起き、競走馬にとどまらず競馬を意識するようになる。

### 少年時代
少年時代は勉強ができ、神童のような扱いを受けていたという。私立小学校を経て開成中学校に入学。しかし同中学校で自分より勉強のできる人間がいると知ると勉学への熱意を失い、テニスに熱中する。開成高校時代には全国私立高校選手権の東京都代表に選出された。
開成高校在学時には、競輪、競馬、麻雀といった賭博にも手を出すようになった。賭博にのめり込むなかで、物事にはセオリーがあり、セオリーを知ったうえで勘を働かせることが重要なのであって、ただ勘に頼ったのでは結果が出ないことを知ったと述べている。出席日数が足りなくなるほど遊びまわったが、中学校から留年制度が存在する開成において留年することなく卒業することには成功した。このことについてはセオリーを抑えていたからだと主張している。
同級生の大半が、進路として東京大学や医学部への入学を選択するなか、勉強に嫌気が差していた。「金を稼ぐために好きでもないことを仕事にしたら、人生地獄だ」という教師の言葉を参考に、高校卒業後は競馬の世界に身を置くことを決めた。父親は息子の方針に反対したが、数か月がかりで説得した結果、最終的には「地方競馬ではなく中央競馬に身を置く」、「日本国外で修業をする」という条件付きで同意した。
この条件について、父親が当時すでに地方競馬に将来性がないことと、日本の競馬が国際化することを予見していたのだと述べている。後述のように、オーストラリアで修業を積んだことで英語を使いこなせるようになり、調教師となってからは積極的に日本国外の競走馬セールに足を運んで顔を売ることができた。2008年発行の著書『開成調教師 安馬を激走に導く厩舎マネジメント』の中で、「親父には先見の明があった。つくづく感心させられるし、感謝の念に堪えない」と述べている。

### オーストラリアへ渡り、修行を積む
半年間アテネ・フランセに通い英語を勉強したあと、オーストラリアへ渡った。オーストラリアを選んだ理由について、芝コースでのスピード主体の競馬が主流である点や厩舎システム、検疫制度が非常に厳しく国際的に隔離された環境にある点が、日本と似ていたからだと説明している。
シドニーのロイヤルランドウィック競馬場で5か月間、続いてメルボルンのフレミントン競馬場で3か月間働いた。ロイヤルランドウィック競馬場では調教師ネヴィル・ベッグに「将来は調教師になって、またシドニーにやってくる」と夢を語っており、2008年4月にシドニーで行われたイヤリングセールで再会を果たしている。
フレミントン競馬場では「修行中だ」という理由から給料が支払われず、日本料理店でのアルバイトを余儀なくされるなど、経済的には苦しんだものの、馬をリラックスさせる技術を習得し、レース後十分に疲労回復をさせることができるのであれば、間隔の狭いローテーションで競走馬をレースに出走させても構わない、馬を走らせるにあたっては馬場状態に気を配り、馬場状態が悪いときには追い切りをかけないと考えるようになるなど、得たものも大きかった。
フレミントン競馬場での修行を終え「メジャーと対比した時の田舎の競馬場のあり方というものを見ておきたい」という理由から、クイーンズランド州トゥーウンバの競馬場で働き、「馬の仕事自体は、都市の競馬場でも田舎の競馬場でも同じ」という結論を得たあと、日本へ戻った。

### 大井競馬場を経て競馬学校に入学
帰国後は大井競馬場で父親の厩舎の手伝いをしたのち、1984年7月に競馬学校厩務員課程に入学。競馬学校の入学試験には2回不合格しており、いずれも1次試験（筆記試験および身体検査）には合格し2次試験（体力測定と面接）で不合格となった。その原因について「その頃のJRAは、地方競馬からやってくる人間を歓迎していなかった」、「JRAとしては、地方競馬で経験を積んだ人間を採るよりは、高校を出て牧場に数年間勤めました、みたいなまっさらな人間を採って純粋培養したかったのだろう」と推測している。大井競馬場でインターバルトレーニングや調教後のクーリングダウンを実践した。大井競馬場で初めてインターバルトレーニングをしたのは自分だと主張している。同時に、優れた技術を持っていても地方競馬に身を置いているがゆえに日の目を見ない人間を目にし、「大井にいるかぎりは限界がある。やっぱり中央に行かなければならない」という思いを強くしたという。

### 中央競馬の厩務員となる
競馬学校厩務員課程を卒業後、1984年10月に栗東トレーニングセンター工藤嘉見厩舎所属の厩務員となった。最初の担当馬は調教中の骨折で予後不良となり、2頭目も内臓破裂で死亡するといった不運もあって担当馬は1勝も挙げられず、1987年3月に武田博厩舎へ移籍。さらに同年6月、新人調教師菅谷禎高の誘いを受けて同厩舎へ移籍した。菅谷は「ゆくゆくは調教師になる男」と評価し、1986年11月に調教助手となっていた矢作に管理馬の調教を担当させた。さらに、後述のように攻め専から持ち乗りの調教助手へ立場を変えると、担当馬のローテーションの決定を一任し、自身を介さず馬主と直接やりとりさせるようにもなった。菅谷のもとで別格的扱いを受けたことで厩舎の経営理念や厩舎スタッフへの対応が学べたと振り返り、菅谷を師匠と呼んでいる。
1990年、日本中央競馬会（JRA）のドバイ奨学生に選ばれ、イギリスのジェフ・ラッグ厩舎で3か月間の研修を行った。帰国後、それまでの攻め専（調教を専門に行う調教助手）から持ち乗り（厩務員の作業も行う調教助手）となり、1991年12月に担当馬の初勝利を経験した。

### 調教師試験を受験し、14回目で合格
1991年、暴力団幹部を相手に喧嘩をし、警察から事情聴取を受けている。自身の目標は中央競馬の調教師になることであったが、この事件が原因で競馬関係者の間では「矢作は絶対に調教師試験は通らない。JRAが合格させないだろう」とささやかれ、自身も調教師試験を受験する気力を失いかけたという。菅谷から励まされ受験を続けたものの、「どうせ合格させてもらえないだろう」と士気は低く、1次試験にさえ合格できない時期が続いた。必死で受験勉強をするようになったのは同年代の藤岡健一が合格（2000年）してからであったと振り返っている。2003年、13回目の受験にして初めて「行けるんじゃないか」という手ごたえを感じ、翌2004年に合格を果たした。この間、2002年に菅谷が死去し、武田博厩舎、大久保龍志、島崎宏厩舎と所属厩舎を変えている。 
合格から開業までは1年間猶予があり、ほかの厩舎で研修を行うのが一般的であるところ、北海道の競走馬生産牧場をめぐったり、日本国外の競走馬セールや競馬を視察して過ごした。この間収入はなく、退職金と父親からの借金で生活したという。

### 厩舎開業
2005年3月、栗東トレーニングセンターに厩舎を開業する。管理馬は同じ年に解散した松永善晴厩舎から引き継いだものの、スタッフはほとんどが同じ年に開業した河内洋厩舎への移籍を希望し、最終的に自身の厩舎へ移籍したスタッフの平均年齢は50歳を超え、馬に乗ることのできる者は2人しかいなかった。
開業にあたり、厩舎で管理する競走馬の入れ替えを積極的に行う方針を打ち出した。狙いは出走回数を増やすことで賞金を獲得する機会を増やすとともに、担当馬がレースに出走しないことで従業員の士気が下がるのを防ぐことにあった。厩務員には担当馬に対し「自分の馬」という意識を抱いていることが多いため、担当する馬が頻繁に入れ替わることで気分を害する可能性もある。そのため、管理馬がレースで獲得した賞金のうちの厩務員の取り分5パーセント（進上金）について、管理馬の入れ替えを行いやすくするには全額を厩舎にプールしスタッフに均等に割り振るやり方が望ましいと認識しつつも、ここでは厩務員への配慮から5パーセントのうち3パーセントを厩務員の取り分とし、2パーセントを厩舎でプールすることとした。
厩舎管理馬の初出走は3月5日、阪神競馬第1競走のマルタカクインで9着。初勝利は3月26日、中京競馬第9競走のテンザンチーフで、通算15戦目のことだった。地方競馬初出走は11月1日、大井競馬場で行われたアーバンステージ霜月賞のマルタカシャインで、結果は5着だった。2006年3月22日、大井競馬場で行われたフォーチュネイトすみれ特別をオリオンザスカイが制し、厩舎として地方初勝利を挙げる。
2007年10月27日、スワンステークスをスーパーホーネットが制し、重賞初勝利を挙げる。
2008年11月16日、福島競馬第5競走3歳以上500万円以下（ダート1700メートル）でバトルブリンディスが優勝し、森秀行の3年9か月18日を抜き、JRA史上最速の開業から3年8か月16日で通算100勝目を挙げる。
2009年度は47勝を挙げて関西リーディングトレーナーとなる（全国2位）。
2010年12月19日の朝日杯フューチュリティステークスをグランプリボスで制し、G1競走初勝利。
2011年4月10日、阪神競馬第2競走でサトノモンスターが優勝し、池江泰寿の6年4か月3日を抜く開業から6年1か月10日でJRA最速の通算200勝目を挙げる。
2012年5月27日、日本ダービーをディープブリランテで制し、ダービートレーナーとなる。
2013年7月28日、函館5Rでオールステイが1着となり、現役74人目となるJRA通算300勝を達成した。
2014年、JRA重賞は未勝利に終わったものの、年間54勝を挙げて初のリーディングトレーナーになる。
2015年9月5日、札幌4Rでショウナンハルカスが1着となり、現役43人目となるJRA通算400勝を達成した。
2016年にはリアルスティールでドバイターフを制覇。ドバイミーティング初勝利となった。年間57勝で2度目のリーディングトレーナーを獲得。
2017年8月5日、札幌6Rでエールが1着となり、史上135人目、現役28人目となるJRA通算500勝を5281戦目で達成した。
2019年には優駿牝馬をラヴズオンリーユーで制し、グランプリレース初出走となったリスグラシューでの宝塚記念も優勝。リスグラシューはオーストラリアのコックスプレートも制し、宝塚記念と同じく管理馬初の出走と同時に引退レースとなった有馬記念も5馬身差で圧勝して有終の美を飾り、同馬で管理馬初の年度代表馬に選出された。この間には福島テレビオープンをリライアブルエースで制し、通算600勝も達成している。同年7月21日、福島11Rで、リライアブルエースが1着となり、史上90人目、現役12人目となるJRA通算600勝を達成した。 
2020年には厩舎初の牡馬三冠をコントレイルで達成した。年間53勝を挙げて3度目のリーディングトレーナーを獲得。JRA賞では最多勝利調教師・最多賞金獲得調教師・優秀技術調教師の3部門を獲得した。
2021年4月17日、阪神11Rでホウオウアマゾンが1着となり、史上55人目、現役9人目のJRA通算700勝を達成した。同年6月5日、鳴尾記念をユニコーンライオンで勝利し、JRA重賞50勝目を挙げた。同年11月6日、アメリカ・デルマー競馬場で行われたブリーダーズカップで、ラヴズオンリーユー（フィリー&メアターフ）・マルシュロレーヌ（ディスタフ）の管理馬2頭が勝利を挙げるという快挙を果たした。前者は日本調教馬によるブリーダーズカップ初勝利であり、後者は日本調教馬による海外ダート国際G1初勝利となった。

### サウジカップ2勝、世界のYAHAGIへ
2023年2月25日、世界最高賞金（約13億円）を誇るサウジカップをパンサラッサが日本馬として初の制覇を果たした。同年3月12日、中京9Rでスコールユニバンスが1着となり、史上40人目、現役6人目となるJRA通算800勝を8166戦目で達成した。
同年5月11日、厩舎所属の古川奈穂が「公正確保について業務上の注意義務違反」で、同年5月13日から6月11日までの30日間（開催日10日間）の騎乗停止処分を受けたことに絡み、親交のある特別区競馬組合（大井競馬）の松浦裕之調教師と連携し、JRA・NAR・大井競馬場の協力も得る形で、古川を5月15日から3週間、大井競馬場に滞在させ調教に参加させる事を発表した。交換要員として栗東には松浦厩舎所属の吉井章を同月16日から2週間受け入れ、同様に調教に参加する事となった。
同年8月、自らがプロデュースし、妻が経営する会社が運営する外厩施設・真狩サマーステーブルが北海道虻田郡真狩村にオープンした。夏期に函館・札幌競馬場に出走する自厩舎の馬の外厩として使用し、冬期は併設したコテージを宿泊施設として運用する。
2024年2月24日、フォーエバーヤングが無敗でサウジダービーを制し、サウジカップデーのレースを2年連続で勝利。次走のUAEダービーも制し、勇躍挑んだアメリカ3冠レース緒戦のケンタッキーダービーでは僅差の3着に入線。日本調教馬では最高着順を得た。同年9月にはシンエンペラーが大目標である凱旋門賞のステップレースとしてアイリッシュチャンピオンステークスに出走し、エコノミクス・オーギュストロダンに次ぐ3着入線。これも同レースでの日本調教馬最高着順となった。
2025年2月2日、京都10Rでリビアングラスが1着となり、史上25人目、現役では3人目のJRA通算900勝を9098戦目で達成した。同年2月22日、シンエンペラーでネオムターフカップを制し、サウジカップデーのレースを3年連続で勝利すると、フォーエバーヤングで2年ぶり2回目のサウジカップ制覇。同レース2勝目は史上初（競走馬、騎手ともに2勝を挙げたものは現時点でいない）。また海外競走はG1･9勝を含む重賞16勝目とし、ともに自身の持つJRA最多記録を更新。なお、翌日には古川が小倉競馬場で特別競走の和布刈特別を制しており、『坂井、奈穂の二人をもっと一人前に』というスローガンを体現している。

## エピソード
- 「遊びが充実していないと仕事も充実しない」が持論[80]で、「よく稼ぎ、よく遊べ」を厩舎のスローガンとしている[80]。スタッフを遊ばせるために火曜日の午後を半休としている[81]。スタッフにオンとオフを区別する意識を持たせることで、管理馬にもレースと調教、運動と休息といったオン・オフの意識を伝える狙いもあるという[82]。
- 厩舎のイメージカラーは「赤白」で、フランスのサッカークラブASモナコのユニフォームが鮮烈に映ることと、日本人にとって縁起がいい色とされていることから採用している[83]。厩舎スタッフの着るジャンパーからメンコ、バンテージに至るまで赤白で統一されており[84]、バンテージについては右前脚と左後脚に白色、左前脚と右後脚に赤色のものを巻くことで、馬が速歩（斜対歩）で歩く際の歩様に乱れがないか、さらに駈歩の際に踏歩変換が行われたかどうかを確認しやすいようにしている[85]。
- 調教師は調教師にしかできない仕事、すなわち競走馬の仕入れ、管理馬の入れ替え、出走するレースの選択（これらが調教師の仕事の8割を占める[86][87]）に専念すべきであって、現場のことはスタッフに任せ、調教師が必要以上に介入するべきではないという考えの持ち主である[86]。
- 「一銭でも多くぶんどる」をスローガン[注釈 8]に、出走レースの選択においては少しでも上位に入線できそうなレースを探すことに注力しており[89]、相手が弱いレースを探す結果関東への遠征が多くなっている[90]。また、2011年までは阪神・中山と同時開催となり相手が弱くなりがちな第2回札幌開催への出走に積極的であった[91]。
- 騎手起用に関しては、馬の適性を見抜いたうえでその馬に合った騎手を乗せることを優先させることをよしとし、リーディング上位だからという理由での起用法は「絶対にしたくない」と述べている[92]。騎乗依頼における騎乗依頼仲介者の役割が大きくなってからも、騎乗依頼仲介者主導の騎手決定（例えば騎手Aに依頼を出したが断られ、騎乗依頼仲介者同じだからとBに依頼を出す）には否定的である[93]。
- 生きた金の使い方をし、死に金は使わないことを心掛けており、赤白で統一された厩舎オリジナルグッズの製作やレーザー治療器の導入に積極的に資金投入をする一方、疲労回復のための注射については「意味がない」として開業以来まったく利用していない[94]。
- 中央競馬の調教師にはコストカットの意識が足りず、馬主をタニマチ的に捉え無暗に経費を請求しようとする傾向があると批判し、みずからを中小企業の経営者ととらえれば利益を上げるためにコストカットを意識するのは当然であると述べている[95]。具体的に、レースに出走した競走馬の輸送費はJRAが負担するというシステムを利用し、北海道で放牧中の馬を直接トレーニングセンターへ輸送するのではなく札幌競馬場や函館競馬場でレースに出走させることで輸送費を浮かせる方法を挙げている[96]。同時に馬主を株主[97]、競馬ファンをユーザー[98]ととらえている。ファンとの関係においては、矢作厩舎を「世界一ファンに愛され信頼される厩舎」とすることを目標として掲げており[98]、調教助手であった1998年からファンとの交流イベント「矢会」を催している[99]。競馬関係者の中にはこのような動きを快く思わない者もいるが、企業経営者として末端ユーザーの利益を考えると同時に企業のイメージアップを図るのは当然のことであると述べている[100]。
- 調教師がJRAから受ける制裁の理由としてもっとも多い勝負服（中央競馬では馬主ごとに服色が違う）調達のミスをなくすため、出馬投票完了時に調教助手が勝負服を用意し、馬といっしょに馬運車に乗せて競馬場まで輸送するシステムを導入している[101]。
- 中央競馬のゲート試験について、1回の試験で2度ゲートから出すのは脚部に不安を抱えている馬に負担が大きい[102]、そもそも枠入りや駐立に問題があるならともかく、スタートが遅いからという理由で不合格となるのは筋が通っていない[103]、合否を判断するための客観的な基準がなく、試験実施時の新馬戦の頭数によって通りやすさが変わる嫌いがある[104]と批判している。
- 管理馬についてコメントを出す際には真実を伝えたいという考えを持っており、たとえ不利な情報であっても隠さずに伝えているという[105]。管理馬に関する不利な情報を隠す競馬関係者について「残念でならない」と批判している[106]。
- インタビューに対して謙虚な態度で対応する性格である。2008年の安田記念で1番人気に推された管理馬スーパーホーネットが8着に敗れたときは「結果を出そうと頑張ったんですが、調教師の腕が悪かったんでしょうね。もう一度やり直します。」と謝罪した。また、シンエンペラーが出走した愛チャンピオンSで3着に敗れた際は、インタビューでの開口一番で「アタマで買ってくれた皆さん、ごめんなさい」と単勝や1着になる馬券（馬単や3連単）を買っていたファンに向けて謝罪の言葉を述べた[107]。
- 「厩舎の所属馬を可能な限り多く出走させる」ことにこだわりを持っており[108]、2008年はJRAだけで年間390回、地方交流競走も含めると年間399回出走している。ただ本人は「あと1回で400回だったのに届かなかったのが悔しい」と思っていたとのことで、2009年は年間400回を大きく上回る出走回数（463回）となった。
- オーストラリアでは「馬があっての我々」ということを学んだと語っている。たとえ馬がビリになってしまっても怒ったりせずに「良く頑張ったね」と声をかけるオーストラリアのホースマンの姿が今でも印象に残っているという。
- 尊敬する調教師として橋口弘次郎と音無秀孝、切磋琢磨したいライバルとして角居勝彦と友道康夫の名を挙げている[88]。
- 中央競馬と地方競馬の関係について、馬券の売り上げが減少し地方競馬の廃止が相次ぐなかで状況を打破するには、調教師および騎手の免許、馬主の許認可、競走馬の登録などすべて手続きを一本化し、最終的には廃止する競馬場が出ることも覚悟のうえで組織を一本化するしかないと主張している[109]。
- 競輪好きで知られ、調教助手時代には早朝の調教を終えるとすぐさま競輪場へ足を運ぶこともしばしばであったという[110]。自身が語ったところによると訪れた競輪場は日本全国40にのぼり[110][111]、夏に函館競馬場へ滞在した際には函館競輪場のすべての開催に足を運んでいた[111]。調教師となってからも、厩舎スタッフに「今日は向日町に行かなくていいの?」と尋ねられることがあるという[112]。
- 桜花賞を制覇すればクラシック競走完全制覇となる。

## 調教師成績
|            | 日付           | 競馬場・開催  | 競走名        | 馬名               | 頭数 | 人気 | 着順 |
| ---------- | -------------- | ------------- | ------------- | ------------------ | ---- | ---- | ---- |
| 初出走     | 2005年3月5日   | 1回阪神3日1R  | 3歳未勝利     | マルタカクイン     | 16頭 | 6    | 9着  |
| 初勝利     | 2005年3月26日  | 1回中京7日9R  | 4歳上500万下  | テンザンチーフ     | 16頭 | 1    | 1着  |
| 重賞初出走 | 2005年10月15日 | 4回東京3日9R  | 東京オータムJ | ナムラコロンブス   | 11頭 | 8    | 10着 |
| 重賞初勝利 | 2007年10月27日 | 4回京都8日11R | スワンS       | スーパーホーネット | 18頭 | 3    | 1着  |
| GI初出走   | 2005年12月11日 | 5回中山4日11R | 朝日杯FS      | スーパーホーネット | 14頭 | 5    | 2着  |
| GI初勝利   | 2010年12月19日 | 5回中山6日11R | 朝日杯FS      | グランプリボス     | 16頭 | 5    | 1着  |

| 年度   | 1着 | 2着 | 3着 | 出走数 | 勝率 | 連対率 | 複勝率 | 表彰歴 |
| ------ | --- | --- | --- | ------ | ---- | ------ | ------ | --- |
| 2005年 | 15  | 10  | 13  | 150    | .100 | .167   | .253   | |
| 2006年 | 23  | 18  | 19  | 261    | .088 | .157   | .230   | |
| 2007年 | 33  | 29  | 36  | 352    | .094 | .176   | .278   | 優秀厩舎賞（関西）4位 |
| 2008年 | 35  | 33  | 33  | 390    | .090 | .174   | .259   | 優秀厩舎賞（関西）4位 |
| 2009年 | 47  | 35  | 31  | 463    | .102 | .177   | .244   | 優秀厩舎賞（関西）3位 |
| 2010年 | 37  | 53  | 34  | 424    | .087 | .212   | .292   | 優秀厩舎賞（関西）2位 |
| 2011年 | 35  | 39  | 36  | 438    | .080 | .169   | .251   | |
| 2012年 | 45  | 62  | 27  | 459    | .098 | .233   | .292   | 優秀厩舎賞（関西）3位 |
| 2013年 | 49  | 56  | 29  | 486    | .101 | .216   | .276   | 優秀厩舎賞（関西）2位 |
| 2014年 | 54  | 32  | 48  | 523    | .103 | .164   | .256   | '14JRA賞（最多賞金獲得調教師） 優秀厩舎賞（関西）2位                                                                            |
| 2015年 | 41  | 45  | 42  | 516    | .079 | .167   | .248   | |
| 2016年 | 57  | 49  | 42  | 511    | .112 | .207   | .290   | '16JRA賞（最多勝利調教師） 優秀厩舎賞（関西）１位                                                                               |
| 2017年 | 47  | 36  | 36  | 504    | .093 | .165   | .236   | 優秀厩舎賞（関西）4位 |
| 2018年 | 54  | 39  | 57  | 539    | .100 | .173   | .278   | 優秀厩舎賞（関西）2位 |
| 2019年 | 54  | 50  | 42  | 524    | .103 | .198   | .279   | '19JRA賞（最多賞金獲得調教師） 優秀厩舎賞（関西）2位 関西競馬記者クラブ賞                                                       |
| 2020年 | 53  | 41  | 48  | 504    | .105 | .187   | .282   | '20JRA賞（最多勝利調教師・最多賞金獲得調教師・優秀技術調教師） 優秀厩舎賞（関西）1位                                            |
| 2021年 | 52  | 50  | 43  | 501    | .104 | .204   | .289   | '21JRA賞（最多勝利調教師・最多賞金獲得調教師・優秀技術調教師） 優秀厩舎賞（関西） 東京競馬記者クラブ特別賞 関西競馬記者クラブ賞 |
| 2022年 | 59  | 43  | 47  | 523    | .113 | .195   | .285   | '22JRA賞（最多勝利調教師・最多賞金獲得調教師） 優秀厩舎賞（関西）1位                                                            |
| 2023年 | 51  | 42  | 40  | 507    | .101 | .183   | .262   | '23JRA賞（最多賞金獲得調教師） 優秀厩舎賞（関西）2位                                                                            |
| 2024年 | 12  | 10  | 16  | 126    | .095 | .175   | .302   | |
| 中央   | 853 | 772 | 719 | 8701   | .098 | .187   | .269   | |

## 主な管理馬

### GI級競走優勝馬
太字はGI・JpnI競走
- タイセイレジェンド（2012年クラスターカップ、JBCスプリント、2013年東京盃）
- グランプリボス（2010年京王杯2歳ステークス、朝日杯フューチュリティステークス、2011年NHKマイルカップ、2012年スワンステークス、2013年マイラーズカップ）
- ディープブリランテ（2011年東京スポーツ杯2歳ステークス、2012年東京優駿）
- リアルスティール（2015年共同通信杯、2016年ドバイターフ、2017年毎日王冠）[113]
- キョウエイギア（2016年ジャパンダートダービー）

- リスグラシュー（2016年アルテミスステークス、2018年東京新聞杯、エリザベス女王杯、2019年宝塚記念、コックスプレート、有馬記念）
- モズアスコット （2018年安田記念、2020年根岸ステークス、フェブラリーステークス）
- ラヴズオンリーユー （2019年優駿牝馬、2021年京都記念、クイーンエリザベスII世カップ、ブリーダーズカップフィリー&メアターフ、香港カップ）
- コントレイル （2019年東京スポーツ杯2歳ステークス、ホープフルステークス、2020年皐月賞、東京優駿、神戸新聞杯、菊花賞、2021年ジャパンカップ）
- ダノンファラオ （2020年ジャパンダートダービー、浦和記念、2021年ダイオライト記念）
- マルシュロレーヌ（2020年レディスプレリュード、2021年TCK女王盃、エンプレス杯、ブリーダーズゴールドカップ、ブリーダーズカップディスタフ）
- パンサラッサ（2021年福島記念、2022年中山記念、ドバイターフ、2023年サウジカップ）
- フォーエバーヤング（2023年JBC2歳優駿、全日本2歳優駿、2024年サウジダービー、UAEダービー、ジャパンダートクラシック、東京大賞典、2025年サウジカップ）[114]

### その他重賞競走優勝馬
- スーパーホーネット（2005年朝日杯フューチュリティステークス2着、2007年スワンステークス、マイルチャンピオンシップ2着、2008年京王杯スプリングカップ、毎日王冠、マイルチャンピオンシップ2着、2009年マイラーズカップ、2010年安田記念2着）
- タイセイアトム（2008年ガーネットステークス）
- グランプリエンゼル（2009年函館スプリントステークス[注釈 9]）
- グロリアスノア（2010年根岸ステークス、武蔵野ステークス、ジャパンカップダート2着）　※2010年12月16日付けで美浦・小西一男厩舎へ転厩
- ヘニーハウンド（2011ファルコンステークス）
- カポーティスター（2013年日経新春杯）
- ダイワマッジョーレ（2013年京王杯スプリングカップ、2015年阪急杯）[115]
- キャンディバローズ（2015年ファンタジーステークス)
- ドレッドノータス（2015年京都2歳ステークス、2019年京都大賞典)
- レヴァンテライオン（2016年函館2歳ステークス)
- タイセイドリーム（2016年・2018年新潟ジャンプステークス)
- ステイフーリッシュ（2018年京都新聞杯、2022年レッドシーターフハンデキャップ、ドバイゴールドカップ）
- サトノガーネット（2019年中日新聞杯）
- サトノインプレッサ（2020年毎日杯）
- ジャスティン（2020年東京スプリント、東京盃、カペラステークス）
- バスラットレオン（2021年ニュージーランドトロフィー、2022年ゴドルフィンマイル、2023年1351ターフスプリント）[116]
- ホウオウアマゾン（2021年アーリントンカップ）
- ユニコーンライオン（2021年鳴尾記念、2022年福島記念）[117]
- キングエルメス（2021年京王杯2歳ステークス）
- カフジオクタゴン（2022年レパードステークス）[118]
- ラヴェル（2022年アルテミスステークス、2024年チャレンジカップ）[119]
- シンエンペラー（2023年京都2歳ステークス、2025年ネオムターフカップ）[120]

## 表彰歴
- 優秀調教師賞（2007年 - 2010年、2012年 - 2014年、2016年 - 2021年）
- JRA賞最多勝利調教師（2014年、2016年、2020年 - 2021年）
- JRA賞最多賞金獲得調教師（2019 - 2023年）
- 関西競馬記者クラブ賞（2019年、2021年）
- JRA賞優秀技術調教師（2020年 - 2021年）

## 関連人物
- 坂井瑠星（厩舎所属騎手）
- 古川奈穂（厩舎所属騎手）

競馬人としての師弟関係の系譜を見た場合、JRA競馬学校厩務員課程を卒業してからの最初の師匠は工藤嘉見であり、尾形藤吉の孫弟子となる。父の和人は地方競馬の調教師であるが、競馬人としての師弟関係の人脈を遡ると、これも荒井貢、清水権平を経て稗田虎伊に至り、親子ともに国営競馬JRA系統の系譜を汲んでいる。
かつての厩舎所属騎手に小林慎一郎がいた。小林が引退を考えていた際に手を差し伸べた。厩舎開業と同時に所属騎手とし、日々の調教やレースで起用した。その努力が実ったのが根岸ステークスのグロリアスノアで、人馬そろって重賞初制覇に導くことになった。なお、グロリアスノアは後日戸崎圭太に乗り替わりとなったが、大一番のジャパンカップダートでは馬主の強い意向により小林をふたたび騎乗させることになったという。小林は馬主の期待に応えて本番では2着と健闘したものの、レース後、グロリアスノアが馬主の判断で美浦の小西一男厩舎へ転厩するという事態に見舞われている。
長女は一般人。次女はグリーンチャンネル「中央競馬中継」関西パドックキャスター、ラジオ関西「GOGO競馬サタデー!」アシスタントを務める矢作麗。2010年にミス京都女子大学に選ばれ、全国の大学のミスキャンパスの中からNo.1を決めるMiss of Miss Campus Queen Contestにも出場した。2020年10月31日に元騎手で調教師の田中克典と入籍した。よって田中は矢作の義理の息子に当たる。また、その弟で長男の矢作克人も同志社大学の学生である一方、男性アイドルとして芸能活動もしており、男女のアイドルユニット「team JOY Boys&Girls」に所属。また、2015年の東京ボーイズコレクションに出場した経歴を持っている。

## 執筆活動
調教助手時代から競馬雑誌などで執筆活動をしている。2000年には調教助手時代の担当馬イワテニシキとの思い出を描いたエッセイ「ニシキ」で雑誌『優駿』主催の「優駿エッセイ賞」次席を獲得している。

### 著書
- 開成調教師 安馬を激走に導く厩舎マネジメント（2008年10月24日、白夜書房）
- 開成調教師の仕事（2014年2月14日、ガイドワークス）